# Ольшанка (приток Вороны)
Ольшанка — река в России, протекает в Пензенской области. Устье реки находится в 371 км по левому берегу реки Вороны в 3 км к западу от села Чернышево. Длина реки составляет 20 км, площадь водосборного бассейна 70,8 км². Русло реки пересыхающее почти на всём его протяжении.

## Данные водного реестра
По данным государственного водного реестра России относится к Донскому бассейновому округу, водохозяйственный участок реки — Ворона, речной подбассейн реки — Хопер. Речной бассейн реки — Дон (российская часть бассейна).
По данным геоинформационной системы водохозяйственного районирования территории РФ, подготовленной Федеральным агентством водных ресурсов: 
- Код водного объекта в государственном водном реестре — 05010200212107000006410
- Код по гидрологической изученности (ГИ) — 107000641
- Код бассейна — 05.01.02.002
- Номер тома по ГИ — 07
- Выпуск по ГИ — 0